# Castello di Coldrano
Castel Coldrano (ted.: Schloss Goldrain) è un castello medievale di Coldrano, nel comune mercato di Laces, in val Venosta (BZ).
Più che una vera e propria struttura fortificata, il castello è una ben curata residenza nobiliare. Si trova alle pendici del Monte Sonnenberg, ad una quota di 700 metri, immerso in vigneti e frutteti.

## Struttura del castello

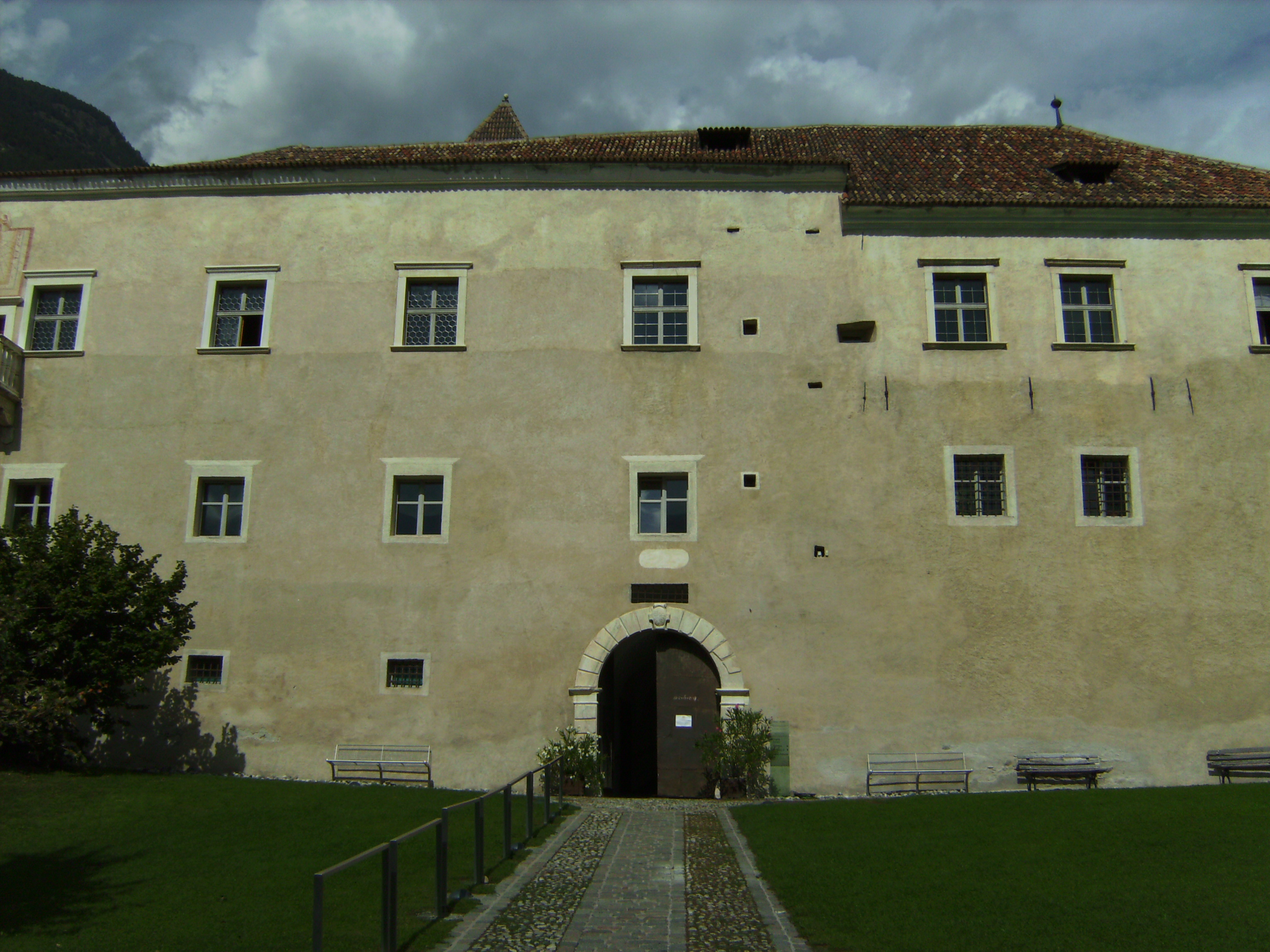
Facciata del castel Coldrano

La struttura principale è circondata da mura di cinta, lunghe 350 metri, non pensate per scopi militari. Agli angoli vi sono 4 torri cilindriche. Il portone d'accesso del castello ha la caratteristica di essere decorato con marmi di Lasa lavorati col diamante.
Un oggetto di rilievo è un antico torchio risalente al 1701, ben conservato nelle cantine.

## Storia del castello
Il castello fu eretto nel 1475 dai nobili Scheck, che provenivano dalla Engadina, attorno a una preesistente torre risalente al XII secolo.
Nel '600 la famiglia Hendl aumentò il suo prestigio, tanto che nel 1616 diventarono baroni, e nel 1697 conti. Fu in questo periodo che il castello si trasformò man mano in una residenza signorile.
Gli Hendl erano anche proprietari di altri castelli dell'antico Tirolo: castel Juval, castello di Castelbello e castel Mareccio.
Nel 1863 la famiglia cedette il castello al comune, il quale lo riadattò facendone una scuola e un ricovero per i parrocchiani.

## Il castello oggi
Oggi, dopo un profondo restauro, il castello ospita mostre e convegni (Bildungshaus Schloss Goldrain). Questo ne fa di diritto il centro culturale dell'Alto Adige occidentale.
All'interno della struttura sono presenti grandi sale conferenze con fino a 100 posti di capienza e tutte le tecnologie necessarie, come ad esempio un impianto per la traduzione simultanea.

## Visite al castello
Il castello è visitabile: ogni giovedì vengono organizzate visite guidate su prenotazione dall'ufficio turistico di Laces.